# Antagonist (farmakologija)
Antagonist je v farmakologiji eksogena molekula, ki se specifično veže na nek receptor in prepreči delovanje endogeno prisotne snovi, zlasti hormona ali živčnega prenašalca, ki se veže sicer na ta receptor. Številni antagonisti sodijo med zdravilne učinkovine. 
Glede na vezavo na receptor ločujemo dve vrsti antagonistov:
- kompetitivni antagonisti – tekmujejo z agonistom za vezavo na isto vezavno mesto na receptorju,
- nekompetitivni antagonisti – vežejo se na drugo vezavno mesto na receptorju kot agonist in preko vezave na to mesto preprečijo delovanje agonista.